# Casa Alcaldía de San Juan
La Casa Alcaldía de San Juan és un edifici que es troba davant del Plaza de Armas i al costat del Departament d'Estat de Puerto Rico al barri vell San Juan.
És la seu de l'Alcalde de San Juan, Puerto Rico. La Casa Alcaldia va ser construïda en etapes des de 1604 fins 1789. Va ser restaurada l'any 1840 perquè la seva façana fos una rèplica com l'Ajuntament de Madrid.
A la seva entrada principal, hi ha una inscripció en llatí que diu: "Estimi la llum de la justícia qui estigui al servei del seu poble". Al primer pis es troba la oficina de turisme de San Juan i al segon pis hi ha l'Ajuntament, d'estil arquitectònic neoclàssic colonial. Les motllures són una rèplica del fris que en l'antiguitat va adornar el Partenó a Grècia. Els seus llums d'estil isabelí són característics del segle xix. L'edifici té un pati interior i és obert al turisme.
En la seva sala principal, el 1812, Ramon Power y Giralt va ser proclamat primer diputat porto-riqueny a les Corts de Cadis. Dos anys després, es va establir La Reial Societat Econòmica d'Amics del País. En 1873, sota el govern de Rafael Primo de Rivera, es va signar l'abolició de l'esclavitud a Puerto Rico i l'any 1876 es va fundar l'Ateneu Porto-riqueny i es va celebrar la primera Loteria Real.

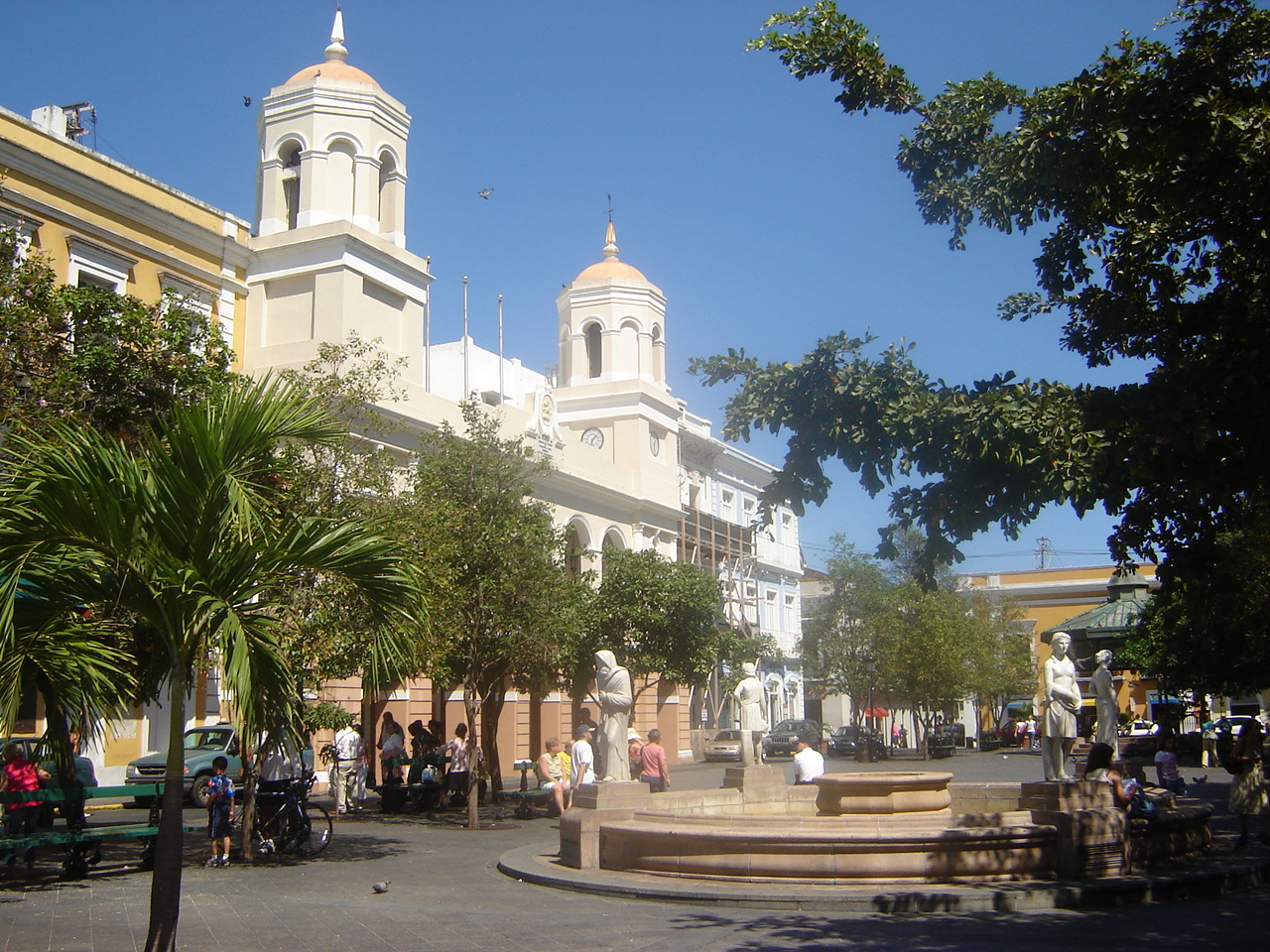

La Casa Capitular exposa pintures de Maria Cristina d'Habsburg i el seu fill Alfons XIII; Isabel II d'Espanya; el brigadier, Ramon de Castro, qui va dirigir la defensa contra l'atac anglès el 1797; i el governador Rafael Primo de Rivera. També l'escut del rei Carles III d'Espanya i l'escut de San Juan, amb la Corona com a símbol del Regne Unit d'Espanya. Només dues ciutats, l'Havana a Cuba i Cartagena a Colòmbia, ostenten aquesta distinció reservada a les ciutats emmurallades d'Amèrica.